# Wolfgang de Ratisbonne
Pour les articles homonymes, voir Wolfgang.
Wolfgang de Ratisbonne ou saint Wolfgang (°934 - 994), a été évêque de Ratisbonne en Bavière de 972 jusqu'à sa mort. Fêté le 31 octobre, il est regardé comme l'un des trois grands saints allemands du Xe siècle avec Ulrich d'Augsbourg et Conrad de Constance.

## Éducation et ordination
Wolfgang descendait de la famille des comtes de Pfullingen. À l'âge de sept ans, il avait un précepteur ecclésiastique à la maison pour son éducation, plus tard, il rejoignit l'école du monastère de Reichenau.
C'est là qu'a débuté la fidèle amitié qu'il noua avec Henri de Babenberg, frère de l'évêque de Wurtzbourg, qu'il suivit dans cette ville afin d'y suivre les cours du grammairien Stéphane de Novara, à l'école de la cathédrale.
Après qu'Henri a été élu archevêque de Trèves, en 956, il appela Wolfgang afin qu'il devienne professeur à l'école épiscopale de Trèves et qu'il travaille aussi à la réforme du diocèse, ce qu'il fit, en dépit de l'hostilité rencontrée.
Son séjour à Trèves influença grandement sa vision de la vie monastique et de l'ascétisme, par le contact qu'il eut avec les grands réformateurs du Xe siècle, particulièrement Ramwold, l'inspirateur d'Adalbert de Prague.
Après la mort de l'archevêque Henri, en 964, Wolfgang entra dans l'ordre bénédictin à l'abbaye d'Einsiedeln en Suisse, et fut ordonné prêtre par saint Ulrich en 968.

## Mission chez les Magyars
Après leur défaite à la bataille de Lechfeld en 955, victoire attribuée à l'intercession de saint Ulrich, les Magyars, païens, s'étaient réfugiés en Pannonie, mais, tant qu'ils n'étaient pas convertis, ils demeuraient une menace pour l'empire.
À la demande d'Ulrich, qui avait clairement vu le danger, et pour satisfaire aux désirs de l'empereur Otton le Grand, Wolfgang fut envoyé pour évangéliser les Magyars, parce qu'il était la personne la plus apte à réussir cette mission.
Il fut suivi par d'autres missionnaires, envoyés par l'évêque de Nassau, sous la juridiction duquel était la région.

## Évêque de Ratisbonne
À la mort de l'évêque Michel de Ratisbonne, le 23 septembre 972, Wolfgang fut nommé à sa place, à Noël 972. Son œuvre fut considérable.
Il devint le tuteur de l'empereur saint Henri II, auquel il enseigna les meilleurs principes pour gouverner chrétiennement. Il eut aussi d'importants élèves, comme le fils du margrave Léopold, futur archevêque de Trèves.
Il travailla à réformer plusieurs abbayes, ainsi que les couvents d'Obermünster et de Niedermünsterde à Ratisbonne, luttant contre les abus du clergé et les nominations de complaisance des abbés. Il accorda aussi un soin tout particulier à la liturgie et fut enfin un grand bienfaiteur des pauvres. C'est lui qui aurait décidé en 975 de la fondation d'une école rattachée à la cathédrale Saint-Pierre qui sera à l'origine de la chorale Regensburger Domspatzen, Les moineaux de la cathédrale de Ratisbonne, faisant d'elle le plus ancien chœur du monde encore en activité.

## Wolfgang ermite

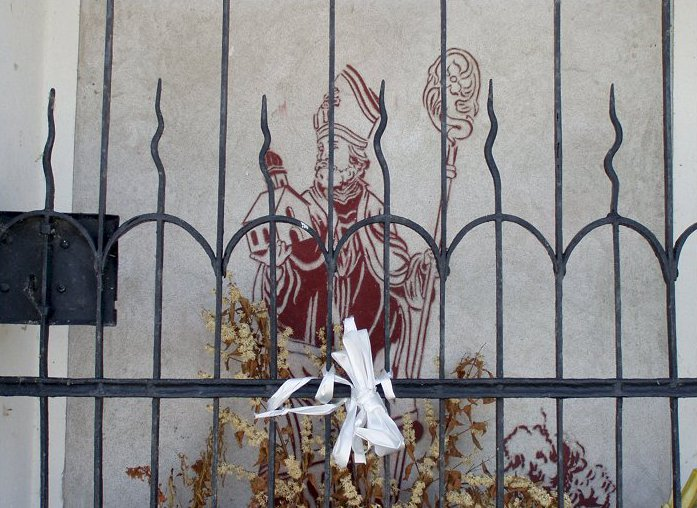
Chapelle Saint-Wolfgang à Pupping

Vers la fin de sa vie, Wolfgang se retira dans un endroit isolé, en Autriche, dans la région du Salzkammergut. Gebhard d'Anders lui succéda au siège de Ratisbonne. On ne sait s'il avait quitté son évêché à la suite d'un désaccord politique, ou seulement pour une visite pastorale à l'abbaye de Mondsee (qui dépendait de l'évêché de Ratisbonne), mais il fut découvert par un chasseur, et ramené à Ratisbonne.
Tandis qu'il voyageait sur le Danube en direction de Pöchlarn, en Autriche, il tomba malade dans le village de Pupping entre Eferding et Aschach. À sa demande, il fut transporté à la chapelle Saint-Othmar de Pupping où il mourut.
Sa dépouille fut ramenée sur le Danube par ses amis Aribo d'Andechs et Hartwich de Salzbourg, à Ratisbonne où il fut solennellement enterré dans la crypte de l'église Saint-Emmeran. De nombreux miracles furent observés sur sa tombe, comme le mentionne sa bulle de canonisation, proclamée le 7 octobre 1052 par le pape Léon IX.

## Après sa mort
Wolfgang fut canonisé en 1052 par le pape Léon IX. Il est fêté le 31 octobre.
Très rapidement après sa mort, de nombreuses églises le choisirent comme saint patron, ainsi que plusieurs villes.
Le peintre Michael Pacher (1430-1498) a peint diverses scènes de sa vie, visibles à l'église de Sankt Wolfgang im Salzkammergut. Ces quatre scènes ne peuvent être vues que lorsque le retable est complètement fermé.
Le plus ancien portrait de saint Wolfgang est une miniature, peinte aux environs de 1100 pour l'évangéliaire de St Emmeram, actuellement dans la bibliothèque de la cathédrale de Cracovie.

## Représentations - Littérature

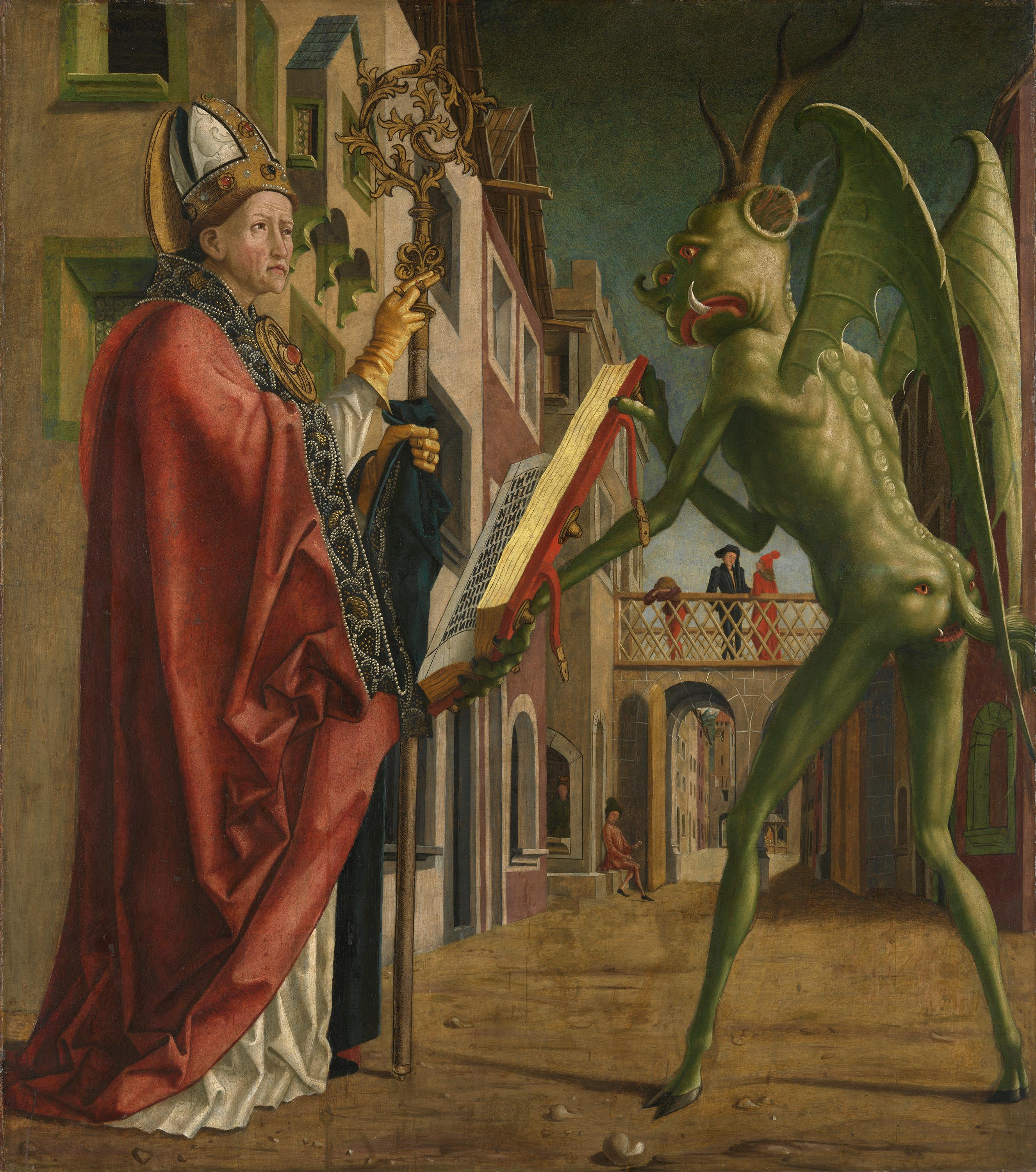
Saint Wolfgang par Pacher.

Quand il n'est pas représenté dans ses vêtements épiscopaux, saint Wolfgang est montré en ermite, dans un endroit sauvage, en compagnie d'un chasseur qui le découvre. Il est aussi représenté avec une hache à la main, selon la légende qui veut qu'arrivé au lieu de son ermitage, afin de savoir où il devait construire sa cellule, il lança la hache en demandant à Dieu de lui indiquer, par l'emplacement où la hache retomberait, où il devait s'installer pour consacrer sa vie à la contemplation et à l'oraison.
La vie de saint Wolfgang fut écrite par un moine bénédictin de l'abbaye Saint-Emmeran, aux environs de 1050, à la demande de son abbé. Ce récit est particulièrement important aussi bien du point de vue historique que religieux. Il se trouve actuellement dans la bibliothèque de l'abbaye d'Einsiedeln en Suisse.

## Sources
- (en) Cet article est partiellement ou en totalité issu de l’article de Wikipédia en anglais intitulé « Wolfgang of Regensburg » (voir la liste des auteurs).
- (en) Catholic Encyclopedia 1913